# Shangri-La (ранобэ)
| Зрительский рейтинг    | Зрительский рейтинг    | Зрительский рейтинг    |
| (на 6 декабря 2009 г.) | (на 6 декабря 2009 г.) | (на 6 декабря 2009 г.) |
| ---------------------- | ---------------------- | ---------------------- |
| Сайт                   | Оценка                 | Голосов                |
| Anime News Network     | · ссылка               | 539                    |
| AniDB                  | · ссылка               | 330                    |

Shangri-La (яп. シャングリ・ラ Сянгури-ра, «Шангри-Ла») — фантастический приключенческий роман (лайт-новел), написанный Эйити Икэгами и проиллюстрированный Кэнъити Ёсидой. Позже по роману был создан аниме-сериал из 24-х серий, режиссёром которого был Макото Бэссё (яп. 別所誠人).

## Сюжет
XXI век. Как последствие глобального потепления, в мире царит углеродная экономика, единой мировой валютой стал углерод. Основой мировой экономики стал углеродный коэффициент. И чем больше коэффициент, тем больший «Углеродный налог» обязано платить государство, вследствие чего только богатые и сильные государства могут позволить себе иметь его много больше 1.00, а иначе оно обеднеет. Япония в их число не попала, и, как следствие, Токио практически поглощён джунглями. Новым центром Японии практически стал достраивающийся на руинах Токио город будущего — Атлас. Атлас — результат последних достижений в науке и магии, город, подпирающий небо, не боящийся ни землетрясений, ни цунами. Атласом правит группа аристократов, но по сути всем заправляет жестокая и циничная Рёко совместно с искином Зевсом. Атлас — последняя надежда стекающихся со всей Японии беженцев, но далеко не всем выпадает возможность попасть в него. Политике руководства Атласа, которую поддерживает правительство, противостоит группа повстанцев «Железный век», базирующаяся в районе Дуомо среди джунглей Токио. «Железный век» призывает к отказу от загрязнения окружающей среды и к переходу на биотехнологии. В одном руководители Атласа и «Железного века» согласны — судьба мира скоро перейдет в руки одного из трех подростков, рождённых вместе с Атласом и углеродной экономикой. О том, кто эти трое, знают лишь несколько человек, и каждый из них пытается склонить их в нужную ему сторону, но не им решать, что выберет дошедший до конца: приведёт ли мир к процветанию или освободит древнее божество, стремящееся уничтожить мир.

## Персонажи
- Кунико Ходзё (яп. 北条 國子 Хо:дзё: Кунико) — девочка, владеющая бумерангом и живущая на поверхности земли. Первоначально не хотела становиться главой «Железного века», однако последующие события сильно на неё повлияли и она стала во главе этой группировки, чтобы защищать дорогих ей людей. В Атласе имеет ранг 3А, что значит, что она одна из наследников этой башни.

Сэйю: Микако Такахаси.
- Кунихито Кусанаги (яп. 草薙 国仁 Кусанаги Кунихито) — первоначально предстаёт как офицер Атласа, но вскоре уходит со службы из-за внутренних противоречий и присоединяется к «Железному веку». Ранг — 3А.

Сэйю: Макото Исии.
- Микуни (яп. 美邦) — аристократка, живущая в Лунном дворце. Имеет странную болезнь, сходную с фотодерматозом, — она не может выйти на дневной свет. Любой человек, если говорит ей неправду, тут же умирает. Ранг 3А.

Сэйю: Юи Арига.

## Эпизоды
- 01. Девочка возвращается (The Girl Returns)
- 02. Проклятое море Икебукуро (Cursed Sea of Ikebukuro)
- 03. Создание Неба и Земли (Creation of Heaven and Earth)
- 04. Супер Акихабара (Super Akihabara)
- 05. Танец бури (Maddening Dance of the Tempest)
- 06. Imaginary Front
- 07. Внешняя Любовь и Ненависть (Superficial Love and Hate)
- 08. Трагедия губной помады (Lipstick Tragedy)
- 09. Божественные Солнце и Луна (Divine Sun and Moon)
- 10. Души Меча (Soul Sword)
- 11. Видения Бабочки (Butterfly Visions)
- 12. Создание мутантов (Creation of Mutable Elements)
- 13. Летающая девушка (Flying Girl)
- 14. Преображение города (Transfiguration City)
- 15. Блуждания и поражение (Straying and Defeat)
- 16. Тюрьма Frenzy Wood (Frenzy Wood Prison)
- 17. Туннели в ночь (Tunnels on a Dark Night)
- 18. Таинственная история двуглавого (Double-Headed Mysterious History)
- 19. Токио воздушный налет (Tokyo Air-Raid)
- 20. Modulated Concatenation
- 21. Исчезновение Святой Земли (Vanishing of the Holy Land)
- 22. Вечные деньги (Eternal Bonds)
- 23. Прелюдия коллапса (Collapse’s Prelude)
- 24. Шангри-Ла (Shangri-La)